# 뱅상 당디

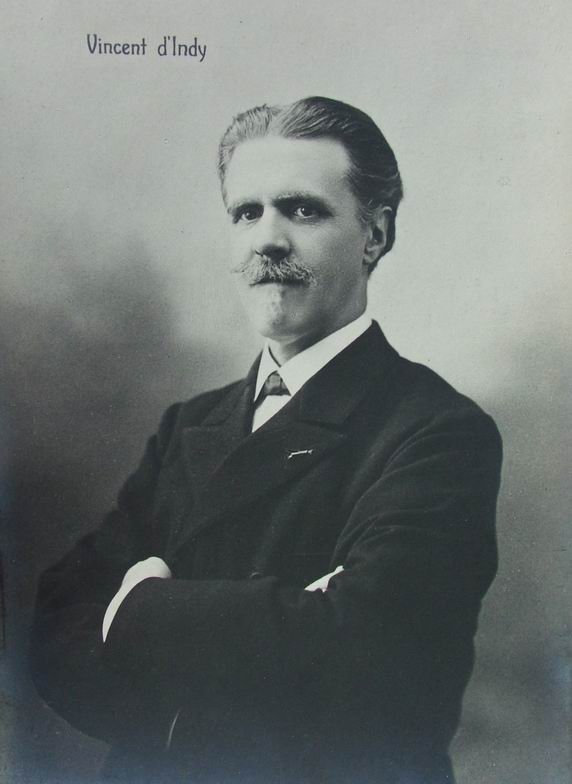
뱅상 당디 (1895)

뱅상 당디(Vincent d'Indy, 1851년 3월 27일~1931년 12월 2일)는 프랑스의 작곡가이다.
세사르 프랑크의 수제자 가운데 한 사람이다. 독일음악의 강한 영향 아래 작곡가로 출발, 후에 점차 민족적인 것을 의식하게 되었다. 국민음악협회(생상스 항목참조)의 서기를 거쳐 1890년, 프랑크가 죽자 그 뒤를 이어 회장이 되었다. 스승 프랑크의 정신을 전하고 그 원리에 따라 교육을 하려고 샤를 볼드(1863-1909, 프랑크 문하의 작곡가·교육자. 프랑스의 음악학 발전에도 기여하였다) 및 알렉상드르 기르만(1837-1911, 오르간 주자, 작곡가)과 협의하여 1896년에 스콜라 칸토룸을 개교, 원장이 되었으며 작곡법의 강좌도 담당하였다. 명저 <작곡법 강의>는 동교에서의 강의를 바탕으로 한 것이다.
파리에서 태어나 파리에서 죽은 당디는 아르데슈(남부 프랑스의 고원지방)의 오랜 귀족의 가계 출신으로 10대 초에 마르몽텔, 디에메, 라비냑과 같은 명교수에게 피아노, 화성법의 개인교수를 받았다. 보불전쟁(普佛戰爭) 때에는 보병 병장으로 참전하였고, 전후에는 파드르 관현악단에 소속하였으나 뒤파르크의 소개로 프랑크를 알게 되었고 파리 음악원에서 프랑크의 오르간 지도를 받기 위해 1873년에 입학하여 오르간뿐 아니라 작곡법에 관한 지도도 받았다. 그리하여 1875년에는 오르간 1등상을 받았다.
당디의 음악 활동은 광범위하여 앞서 말한 교회 오르간 주자 및 지휘자로도 활약하였으며 작품도 여러 분야에 걸쳐 많다. 젊었을 때 글루크, 베토벤, 베버에 심취, 그 후 마이어베어, 특히 바그너에게 사로잡히기도 했다. 다만 "바그너의 모든 영웅을 혹사하는 대언장담의 히스테리"(드뷔시)를 경멸하고 오페라 창작에 바그너의 영향이 명백하면서도 크리스트교적인 사랑과 숭고한 단순함을 작품의 바탕에 두려고 노력하고 있다. 확고한 건축적 형태를 계속 추구했다는 점(특히 기악에서)은 후에 좋은 정신적 영향을 주고 있으며 이는 베토벤에게 매혹된 그로서는 당연하다고 하겠다. 또 그레고리오 성가나 몬테베르디, 라모 등의 연구, 부활 상연 출판 등을 함과 동시에 민요에도 관심을 가져 민족적인 소재를 작곡에 사용―<프랑스 산(山)사람의 노래에 의한 교향곡>은 그 한 예―하기에 이르렀다.
그의 제자로 가장 두각을 나타낸 사람은 루셀이지만 그 밖에도 알베릭 마냐르(1865-1924)이나 민요를 소재로 사용하거나 또는 지방색을 추구했던 부르고 듀크드레(1840-1910), 두다 드 세브라크(1873-1921), 조셉 칸트루브(1879-1955) 등도 알려져 있다.

## 주요 작품
주요 작품은 <발렌슈타인>을 위한 새 서곡(1873-1881), <프랑스 산사람의 노래에 의한 교향곡>(1886), 교향시 <이스타르>(1896), <제2교향곡> <제3교향곡>(1903-1918), <신의 여름날>(1905), <해변의 시>(1921), 극음악 <종의 노래>(1883), 오페라 <페르바알>(1897), 오페라 <이방인>(1901-1903), 오페라 <성 크리스토프 전설>(1915-1920) 등 각 분야에 이르고 있다.